# Quentin Maceiras
Quentin Maceiras, né le 10 octobre 1995 à Sion, est un footballeur helvético-espagnol. Il évolue au poste de milieu de terrain à Puskás Akadémia.

## Biographie
Quentin Maceiras naît le 10 octobre 1995 à Sion, dans le canton du Valais. Il grandit à Vex dans le val d'Hérens. Son père est originaire de La Corogne en Espagne et sa mère du val d'Hérens. Il a étudié la physiothérapie.

## Carrière

### En club
Il débute dans l'équipe réserve du FC Sion en 2013 mais part au FC Sierre pour mieux concilier le sport avec ses études avant d'être transféré au FC Naters à l'été 2014 où il se fracture le nez après quelques jours.

#### FC Sion (2016-2020)
Il rejoint le FC Sion à l'hiver 2016. Capitaine de l'équipe réserve, il joue pour la première fois en équipe première face à Lucerne en mai 2016, mais ne touche aucun ballon. Il est titularisé en équipe fanion pour la première fois face au FC Bâle en mai 2017 et marque son premier but le 2 juin face à Grasshopper. À l'issue de la saison 2016-2017, il prolonge son contrat au FC Sion jusqu'en 2020.

#### BSC Young Boys (2020-2023)
En août 2020, il signe un contrat avec le BSC Young Boys jusqu'à l'été 2024 et y porte le numéro 24,.
Il remporte le championnat de Suisse à deux reprises en 2020-2021 et 2022-2023 et une fois la coupe de Suisse en 2022-2023.

#### Puskas Akademia FC (depuis 2023)
En juillet 2023, il rejoint le club hongrois de Puskás Akadémia qui évolue en 1re division,,. Il y signe un contrat jusqu'à l'été 2025.
Le 10 avril 2025, il a prolongé son contrat avec le club hongrois de deux saisons supplémentaires, jusqu’en 2027.

## Statistiques
| Saison                | Club                  | Championnat           | Championnat | Championnat | Coupe(s) nationale(s) | Coupe(s) nationale(s) | Compétition(s) continentale(s) | Compétition(s) continentale(s) | Compétition(s) continentale(s) | Total | Total |
| Saison                | Club                  | Division              | M.          | B.          | M.                    | B.                    | Comp.                          | M.                             | B.                             | M.    | B.    |
| 2013-2014             | FC Sierre             | 2e ligue inter        | 22          | 1           | -                     | -                     | -                              | -                              | -                              | 22    | 1     |
| Sous-total            | Sous-total            | Sous-total            | 22          | 1           | -                     | -                     | -                              | -                              | -                              | 22    | 1     |
| 2014-2015             | FC Naters             | 1re ligue             | 25          | 1           | -                     | -                     | -                              | -                              | -                              | 25    | 1     |
| 2015-2016             | FC Naters             | 1re ligue             | 14          | 0           | 2                     | 0                     | -                              | -                              | -                              | 16    | 0     |
| Sous-total            | Sous-total            | Sous-total            | 39          | 1           | 2                     | 0                     | -                              | -                              | -                              | 41    | 1     |
| 2015-2016             | FC Sion M21           | Promotion League      | 12          | 0           | -                     | -                     | -                              | -                              | -                              | 12    | 0     |
| 2016-2017             | FC Sion M21           | Promotion League      | 24          | 0           | -                     | -                     | -                              | -                              | -                              | 24    | 0     |
| 2017-2018             | FC Sion M21           | Promotion League      | 1           | 0           | -                     | -                     | -                              | -                              | -                              | 1     | 0     |
| 2019-2020             | FC Sion M21           | Promotion League      | 1           | 0           | -                     | -                     | -                              | -                              | -                              | 1     | 0     |
| Sous-total            | Sous-total            | Sous-total            | 38          | 0           | -                     | -                     | -                              | -                              | -                              | 38    | 0     |
| 2015-2016             | FC Sion               | Super League          | 1           | 0           | -                     | -                     | -                              | -                              | -                              | 1     | 0     |
| 2016-2017             | FC Sion               | Super League          | 2           | 1           | -                     | -                     | C3                             | 2                              | 0                              | 4     | 1     |
| 2017-2018             | FC Sion               | Super League          | 21          | 0           | 2                     | 1                     | -                              | -                              | -                              | 23    | 1     |
| 2018-2019             | FC Sion               | Super League          | 30          | 1           | 4                     | 0                     | -                              | -                              | -                              | 34    | 1     |
| 2019-2020             | FC Sion               | Super League          | 30          | 0           | 5                     | 0                     | -                              | -                              | -                              | 35    | 0     |
| Sous-total            | Sous-total            | Sous-total            | 84          | 2           | 11                    | 1                     | -                              | 2                              | 0                              | 97    | 3     |
| 2020-2021             | BSC Young Boys        | Super League          | 21          | 1           | 1                     | 0                     | C3                             | 4                              | 0                              | 26    | 1     |
| 2021-2022             | BSC Young Boys        | Super League          | 24          | 0           | 3                     | 1                     | C1                             | 7                              | 0                              | 34    | 1     |
| 2022-2023             | BSC Young Boys        | Super League          | 7           | 0           | 3                     | 0                     | C4                             | 1                              | 0                              | 11    | 0     |
| Sous-total            | Sous-total            | Sous-total            | 52          | 1           | 7                     | 1                     | -                              | 12                             | 0                              | 71    | 2     |
| 2023-2024             | Puskás Akadémia FC    | Nemzeti Bajnokság I   | 2           | 0           | -                     | -                     | -                              | -                              | -                              | 2     | 0     |
| Sous-total            | Sous-total            | Sous-total            | 2           | 0           | -                     | -                     | -                              | -                              | -                              | 2     | 0     |
| Total sur la carrière | Total sur la carrière | Total sur la carrière | 237         | 5           | 20                    | 2                     | -                              | 14                             | 0                              | 271   | 7     |

## Palmarès

### En club
- BSC Young Boys (3)
  - Champion de Suisse (2) en 2020-2021 et 2022-2023.
  - Coupe de Suisse (1) en 2022-2023